# Pseudopiptoporus
Pseudopiptoporus là một chi nấm thuộc họ Polyporaceae.